# Tephroseris papposa
Tephroseris papposa là một loài thực vật có hoa trong họ Cúc. Loài này được (Rchb.) Schur miêu tả khoa học đầu tiên năm 1866.